# Anemonia sargassiensis
Anemonia sargassiensis är en havsanemonart som beskrevs av Edward Hargitt 1908. Anemonia sargassiensis ingår i släktet Anemonia och familjen Actiniidae. Inga underarter finns listade i Catalogue of Life.